# Аполоник, Адам Маркович
Адам Маркович Аполоник (1896—июль 1984) — советский политический деятель, участник Гражданской войны в России и Великой Отечественной войны.

## Биография
Родился в 1896 г. в д. Милевцы Новогрудского уезда Минской губернии Российской империи в белорусской крестьянской семье. С апреля 1909 г. крестьянин в хозяйстве родителей в Милевцах. В августе 1915 г. мобилизован в Русскую императорскую армию. Получил звание унтер-офицера. 
В 1918 г. был членом ликвидационного комитета 2-го запасного пехотного полка в г. Фридрихсгам (Финляндия). В июне 1917 г. вступил в РСДРП(б). С мая 1918 г. секретарь уездного исполкома совдепа в г. Городок Витебской губернии. С мая 1919 г. в Рабоче-крестьянской Красной армии, участвовал в Гражданской войне в России: политкомиссар, заместитель политкомиссара инспекции кавалерии, с марта 1920 г. командир, военный комиссар, начальник конного запаса кавалерийского дивизиона 13-й армии на Южном фронте. 
С февраля 1921 г. начальник административно-хозяйственного отдела управления формирований 4-й армии Южного фронта. С ноября 1921 г. по декабрь 1925 г. учился в Коммунистическом университете им. Я. М. Свердлова, после окончания которого был заместителем заведующего организационного отдела, затем ответственным инструктором, а с октября 1928 г. заведующим организационным отделом Петроградского районного комитета ВКП(б). С сентября 1929 г. заведующий организационным отделом, заместитель секретаря, с декабря 1931 г. 2-й секретарь Карельского областного комитета ВКП(б). Был делегатом XVII съезда ВКП(б), который проходил в Москве 26 января—10 февраля 1934 года. С сентября 1935 г. инструктор Ленинградского областного комитета ВКП(б). 
С апреля 1936 г. 1-й секретарь Старорусского районного комитета ВКП(б) Ленинградской области. В конце 1937 исключен из ВКП(б) за «проявление политической беспечности». С сентября 1937 г. не работал. С января 1938 г. комендант Ленинградского завода духовых инструментов. 
Арестован Управлением народного комиссариата внутренних дел по Ленинградской области 14 октября 1938 г. Обвинялся по статьям 58-10, 58-11 Уголовного кодекса РСФСР. Постановлением Управления НКВД по Ленинградской области 16 августа 1940 дело прекращено за недоказанностью обвинения, в тот же день освобожден из-под стражи. 
С августа 1940 г. не работал по болезни. С января 1941 г. старший товаровед, заведующий металлогруппой Ленинградского облметаллсоюза промкооперации. 
С 18 августа 1941 г. призван в РККА Куйбышевским районным военкоматом г. Ленинград, участвовал в Великой Отечественной войне: красноармеец 1-го стрелкового полка 86-й стрелковой дивизии 53-й армии Ленинградского фронта. С октября 1941 г. на излечении в эвакогоспитале № 925 в Ленинграде. С августа 1942 г. инвалид Отечественной войны 2-й группы. В 1942 г. восстановлен в партии партийной коллегией Ленинградского областного комитета и Ленинградского городского комитета ВКП(б) с перерывом в партстаже, в 1954 перерыв в партстаже изъят. С июня 1943 г. по октябрь 1976 г. проживал в Москве. С мая 1948 г. надомник артели инвалидов им. 800-летия Москвы. С марта 1952 г. на пенсии. Реабилитирован постановлением военной прокуратуры Ленинградского военного округа 30 ноября 1956 г. С августа 1957 г. персональный пенсионер союзного значения. С октября 1976 г. жил в Ленинском районе Московской области. 
Умер в июле 1984 г.

## Награды
Орден Отечественной войны II степени (29.06.1945);
Медаль «За боевые заслуги» (29.06.1945);
Медаль «За победу над Германией в Великой Отечественной войне 1941–1945 гг.».